# Sándor Gözsy
Sándor Gözsy (ur. 11 lutego 1906 w Miercurea-Ciuc, zm. 22 października 1970 w Budapeszcie) – węgierski szermierz, brązowy medalista mistrzostw świata.
Podczas mistrzostw świata w Budapeszcie w 1933 roku (oficjalnie zawody tego cyklu rozgrywane są pod tą nazwą dopiero od 1937) Węgrzy w składzie: Sándor Gözsy, János Hajdú, József Hatz, Ottó Hatz, Lajos Maszlay i Egon Meszlényi zdobyli brązowy medal.
Nigdy nie wziął udziału w igrzyskach olimpijskich.
Studiował medycynę na Uniwersytecie Medycznym w Budapeszcie, dyplom lekarza uzyskał w 1932 roku.